# Bataille de Phoenix de Lycie
Notes
1er bataille navale des musulmans.
Guerres arabo-byzantines
Batailles
- Mu'tah (629)
- Ajnadayn (634)
- Damas (634)
- Fahl (635)
- Yarmouk (636)
- Jérusalem (636-637)

- Héliopolis (640)
- Nikiou (646)

- Sufétula (647)
- Tahouda (683)
- Mammès (688)
- Carthage (698)
- Oued Nini (698)

- 1re Constantinople (674-678)
- Sébastopolis (692)
- Tyane (~708)
- 2e Constantinople (717-718)
- Andrinople (718)
- Nicée (727)
- Akroinon (740)

- Kamacha (766)
- Invasion de l'Asie Mineure (782)
- Kopidnadon (788)
- Krasos (804)
- Invasion de l'Asie Mineure (806)
- Anzen (838)
- Amorium (838)
- Mauropotamos (844)
- Poson (863)
- Bathys Ryax (872 ou 878)

- Syracuse (877-878)
- Stelai ou 1re Milazzo (880)
- 2e Milazzo (888)
- Taormine (902)
- Garigliano (915)
- Détroit (965)
- Georges Maniakès en Sicile (1038-1040)

- Phœnix de Lycie (655)
- Keramaia (746)
- Conquête musulmane de la Crête (années 820)
- Damiette (853)
- Raguse (866-868)
- Kardia (~872-873)
- Golfe de Corinthe (~873)
- Céphalonie (880)
- Chalcis (~883)
- Thessalonique (904)

- Portes ciliciennes (878)
- Campagnes de Jean Kourkouas (926-944)
- Marach (953)
- Raban (958)
- Andrassos (960)
- Campagnes de Nicéphore II Phocas (956-969)
- Chandax (960-961)
- Alexandrette (971)
- Campagnes de Jean Tzimiskès (~950-975)
- Gués de l'Oronte (994)
- Alep (994-995)
- Apamée (998)
- Campagnes de Basile II (979-999)
- Azâz (1030)

La bataille de Phœnix de Lycie (en arabe : معركة ذات الصواري ce qui romanisé donne Dhat Al-Sawari) ou la   bataille des Mâts qui se déroule en 655 est un engagement naval décisif entre les Arabes conduits par Abd Allâh ibn Saad ibn Sarh et la flotte byzantine placée sous le commandement personnel de l'empereur Constant II. Cette bataille se termine par une large défaite de la flotte byzantine et met fin à la suprématie des Byzantins sur l'est de la Méditerranée, appelée jusque là par les Arabes « bahr ar-Rûm », traduit par "la mer des Romains". 
Cet affrontement constituait la première bataille navale des musulmans dans leur histoire.

## Prélude
Durant les années 650, le Califat Arabe achève l'invasion de l'Empire sassanide et continue son expansion victorieuse au sein de l'Empire romain d'Orient. En 645, Abdullah bin Sa'ad bien Abi'l Sarh est fait gouverneur de l'Égypte par son frère de lait, le calife Uthman ibn Affan qui remplace ainsi le gouverneur semi-indépendant Amru ben al-As qui n'envoie pas un tribut suffisant. Uthman permet à Muʿāwiya} de lancer un raid sur Chypre en 649 et le succès de cette campagne prépare le terrain pour le lancement d'activités navales par le gouverneur de l'Égypte. Abdullah bin Saad construit ainsi une marine puissante et démontre ses capacités en tant que commandant d'une marine militaire. Durant son existence, la marine musulmane remporte de nombreuses batailles navales dont celle qui repousse la contre-attaque byzantine sur Alexandrie en 646. Les Musulmans profitent alors d'avoir conquis les cités côtières de Syrie et du Liban pour réutiliser les chantiers navals et la main-d'œuvre spécialisée à leur avantage. Pour autant, ils sont aussi confrontés à la défiance de la population chrétienne locale qui soutient les Byzantins dès lors que ces derniers parviennent à lancer des raids dans la région. De ce fait, le califat Muawiya décide de déporter une partie des habitants pour les remplacer par des Musulmans, ce qui est notamment le cas à Arados. Néanmoins, les Musulmans ne peuvent occulter la menace d'une reconquête du littoral par l'action de la marine byzantine, ce qui les conduit à développer leur propre flotte. 
En 655, le Calife Muʿāwiya entreprend une expédition en Cappadoce avec sa flotte sous le commandement d'Abdullah bin Saad. Elle avance le long des côtes sud de l'Anatolie. Il semble que l'empereur Constant considère la flotte comme le danger le plus important de cette invasion, c'est pourquoi il décide d'aller à sa rencontre avec une importante flotte. Des historiens comme Nicolas Stratos ou Maurice Lombard ont émis l'hypothèse que les Arabes cherchent à se procurer du bois en Asie Mineure en raison de l'épuisement des ressources forestières du Liban. Toutefois, d'autres chercheurs comme V. Christidès estiment que cette théorie ne repose pas sur des fondements solides et, notamment, que le califat n'aurait pas lancé une expédition aussi importante pour un tel objectif.

## La bataille
Les deux marines se rencontrent près des côtes du mont Phœnix en Lycie près du port de Phœnicus (aujourd'hui Finike). Les effectifs alignés de part et d'autre ne peuvent être connus avec certitude mais les Byzantins jouissent d'une supériorité numérique certaine, alignant probablement autour de trois cents navires contre deux cents pour les Arabes, sans compter les nombreux navires auxiliaires. Selon le chroniqueur du IXe siècle Théophane le Confesseur, alors que l'empereur se prépare pour la bataille, la nuit précédente, il rêve qu'il se trouve à Thessalonique. Il relate son rêve à un interpréteur de rêve qui lui dit que la victoire penche pour les ennemis de l'empereur. 
L'engagement a lieu en haute mer, ce qui est très rare à l'époque médiévale où les flottes suivent en général la côte, souvent en soutien d'une intervention terrestre. Une exception à ce principe de prudence peut s'expliquer par l'inexpérience des Arabes et l'excès de confiance des Byzantins, persuadés de leur supériorité sur la mer. À la nuit tombée, les deux flottes sont face à face et immobilisées par l'absence de vent. Au matin, les Byzantins n'ont toujours pas adopté de formation tactique particulière quand ils se lancent à l'assaut. Rapidement, les navires arabes parviennent à s'amarrer aux navires byzantins pour les immobiliser et un combat d'infanterie s'engage.
Finalement, la bataille est une victoire pour les Arabes bien que les pertes soient élevées des deux côtés. Constant réussit de justesse à fuir vers Constantinople. Selon Théophane, il réussit à prendre la fuite en échangeant son uniforme avec celui de l'un de ses officiers.

## Conséquences
La bataille de Phoenix de Lycie est un tournant central dans l'histoire maritime de la Méditerranée car elle consacre l'émergence de la puissance navale musulmane tandis que l'hégémonie byzantine est contestée pour les siècles à venir. En revanche, à court terme, les Musulmans ne peuvent capitaliser sur leur succès en raison de l'ampleur des pertes subies, tant en hommes qu'en navires. Rhodes est bientôt abandonnée et le califat doit attendre la décennie 670 pour mener des raids sur Constantinople, culminant avec le siège de Constantinople de 674-678. Plus généralement, la victoire musulmane doit beaucoup aux erreurs des Byzantins, sûrement trop sûrs de leur supériorité sur les mers et coupables de négligence dans l'affrontement, se laissant par exemple immobilisés par l'adversaire. À cet égard, V. Christidès qualifie la bataille de Phoenix de Lycie d'exemple d'incompétence navale. Pour autant, cette bataille ne remet pas fondamentalement en cause la domination des Byzantins sur les mers, comme l'atteste leur maîtrise du feu grégeois qui leur assure le succès lors du siège de Constantinople de 717-718. Les Arabes doivent le plus souvent se contenter de raids récurrents dans les eaux byzantines et attendent de longues décennies avant de lancer la conquête de la Crète ou de la Sicile.